# Liste des championnes du monde poids moyens de boxe anglaise
La liste des championnes du monde poids moyens de boxe anglaise regroupe les championnes du monde de boxe anglaise de la catégorie des poids moyens reconnues par les organisations suivantes :
- La WBA (World Boxing Association), fondée en 1921 et succédant à la NBA (National Boxing Association) en 1962,
- La WBC (World Boxing Council), fondée en 1963,
- L'IBF (International Boxing Federation), fondée en 1983,
- La WBO (World Boxing Organization), fondée en 1988.

Mise à jour : 1er décembre 2022

## WBA
| Gain du titre    | Perte du titre | Championne          | Défenses |
| ---------------- | -------------- | ------------------- | -------- |
| 30 décembre 2011 | 2014           | Teresa Perozzi (en) | 2        |
| 22 juin 2018     |                | Claressa Shields    | 5        |

## WBC
| Gain du titre    | Perte du titre  | Championne            | Défenses |
| ---------------- | --------------- | --------------------- | -------- |
| 1er avril 2006   | 2007            | Yvonne Reis           | 0        |
| 26 janvier 2008  | 2010            | Wang Ya Nan (en)      | 2        |
| 29 juillet 2012  | 2012            | Tori Nelson (en)      | 0        |
| 16 avril 2016    | 5 novembre 2016 | Kali Reis             | 0        |
| 5 novembre 2016  | 2018            | Christina Hammer (en) | 3        |
| 17 novembre 2018 |                 | Claressa Shields      | 4        |

## IBF
| Gain du titre | Perte du titre | Championne       | Défenses |
| ------------- | -------------- | ---------------- | -------- |
| 22 juin 2018  |                | Claressa Shields | 5        |

## WBO
| Gain du titre   | Perte du titre  | Championne            | Défenses |
| --------------- | --------------- | --------------------- | -------- |
| 23 octobre 2010 | 13 avril 2019   | Christina Hammer (en) | 12       |
| 13 avril 2019   | septembre 2020  | Claressa Shields      | 0        |
| 31 octobre 2020 | 15 octobre 2022 | Savannah Marshall     | 1        |
| 15 octobre 2022 |                 | Claressa Shields      | 0        |